# Holešín
Holešín (deutsch Holeschin, früher Holleschin) ist ein Ortsteil von Rájec-Jestřebí in Tschechien. Er liegt drei Kilometer nordöstlich von Rájec-Jestřebí und gehört zum Okres Blansko.

## Geographie
Holešín befindet sich am Abfall des Drahaner Berglandes zur Boskowitzer Furche in der Talmulde des Baches Holešínka. Südöstlich erhebt sich die Spálená hora (529 m) und im Süden die Strážka (421 m). Gegen Westen liegt das Tal der Svitava. Nördlich befindet sich in den Wäldern die mittelalterliche Wüstung Valkounc.
Nachbarorte sind Újezd u Boskovic im Norden, Kuničky im Nordosten, Žďár im Osten, Obora und Petrovice im Südosten, Karolín im Süden, Rájec, Jestřebí und Černá Hora im Südwesten, Bořitov und Hamr im Westen sowie Doubravice nad Svitavou im Nordwesten.

## Geschichte
Die erste schriftliche Erwähnung von Holešín erfolgte 1349 im Zuge des Landtafel-Eintrags über den vor 1321 erfolgten Verkauf von Holešín durch Čeněk von Leipa an Wok/Vok I. von Holstein. Obwohl auf halbem Wege zwischen den Burgen Doubravice und Rájec gelegen, gehörte das Dorf zu keiner der beiden Herrschaften, sondern zu den Holsteiner Besitzungen. 1540 eignete sich Bohusek Drnovský auf Rájec die Dörfer Žďár und Holešín an. Sein Nachfolger Bernard Drnovský von Drnovec kaufte 1567 die ganze  Herrschaft Hohlenstein auf und schloss sie an Rájec an. Vor dem Dreißigjährigen Krieg bestand der Rundling aus neun Anwesen, von denen drei nach Kriegsende wüst lagen. Nach dem Tode von Jan Drnovský fielen die Güter 1667 dem Geschlecht von Rogendorf zu. 1763 erwarb Anton Josef Altgraf von Salm-Reifferscheidt die Herrschaft. Im Jahre 1793 hatte das Dorf 114 Einwohner und bestand aus 21 Häusern. Unter den Altgrafen Salm-Reifferscheidt-Raitz erfolgte ein wirtschaftlicher Aufschwung der Herrschaften Raitz und Blansko. Ein Teil der Bewohner verdiente sich in den herrschaftlichen Eisenhütten seinen Lebensunterhalt.
Nach der Aufhebung der Patrimonialherrschaften bildete Holešín ab 1850 eine Gemeinde in der Bezirkshauptmannschaft Boskovice. 1873 setzte ein Niedergang der Eisenindustrie ein. Im Jahre 1890 lebten in den 43 Häusern des Dorfes 269 Menschen. Zehn Jahre später war Holešín auf 45 Häuser angewachsen und hatte 257 Einwohner.
Mit Beginn des Jahres 1961 wurde Holešín dem Okres Blansko zugeordnet. 1974 bestand Holešín aus 62 Häusern mit 236 Bewohnern. Im Jahre 1980 erfolgte die Eingemeindung nach Rájec-Jestřebí. 1991 hatte der Ort 167 Einwohner. Am 26. Mai 2003 trat nach einem Starkregen der Bach Holešínka über die Ufer. Gepfarrt ist das Dorf seit eh und je nach Doubravice nad Svitavou. Im Jahre 2001 wurden in Holešín 73 Wohnhäuser und 159 Einwohner gezählt.

## Sehenswürdigkeiten
- Kapelle Maria Himmelfahrt am Dorfplatz, erbaut 1873. Sie wurde 1998 saniert.
- Gedenkstein für die vom Blitz erschlagenen Eheleute Kala, östlich des Dorfes zwischen Obora und Kuničky
- Reste der Burg Doubravice, nördlich des Ortes, die 1255 erstmals erwähnte Burg gilt seit 1527 als wüst
- Landschaftsschutzgebiet Mährischer Karst, südöstlich des Dorfes